# ニッポンレンタカー

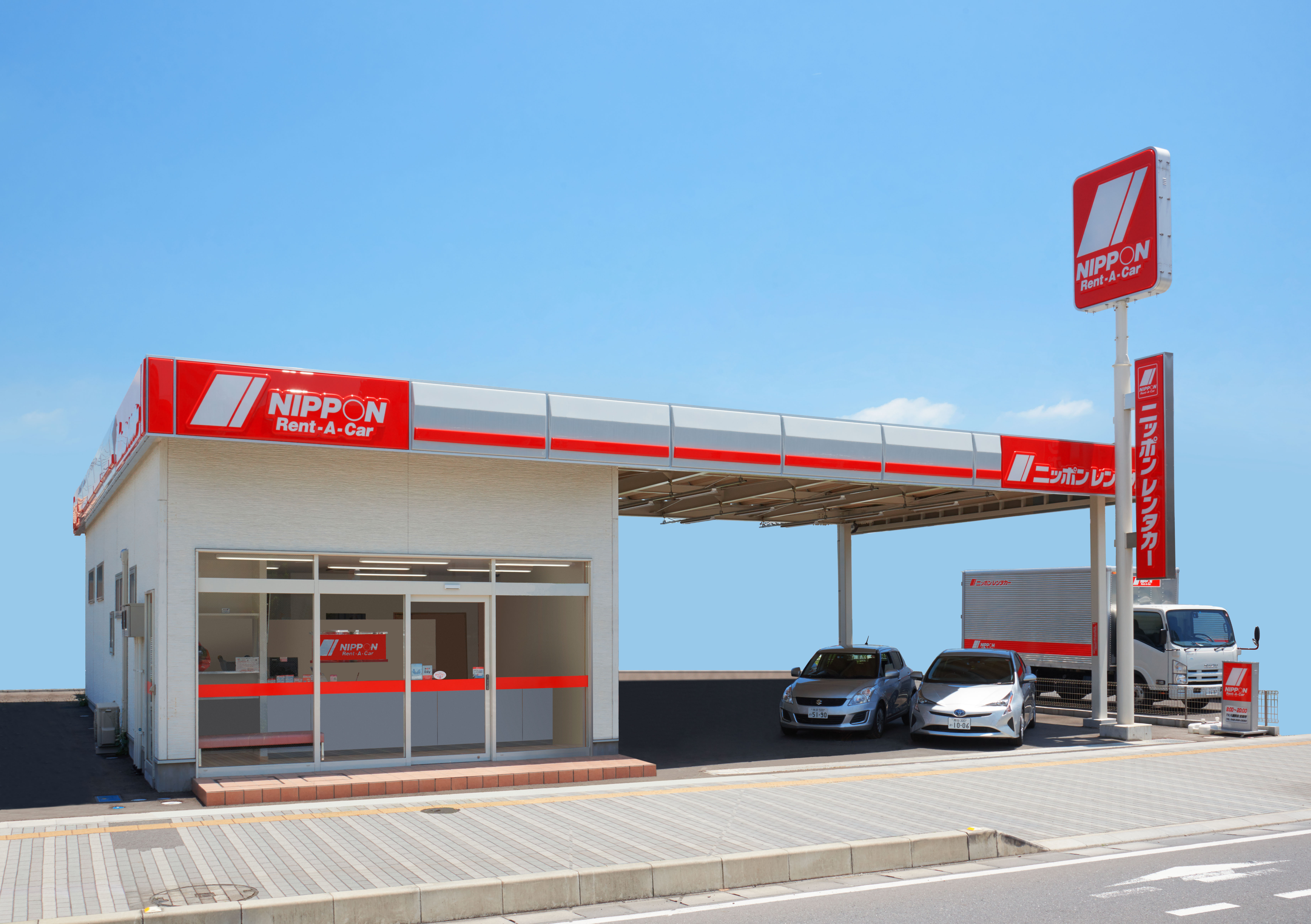

ニッポンレンタカー (Nippon Rent-A-Car) は、ニッポンレンタカーサービス株式会社（略称：NRS）が展開するレンタカー・カーリース事業のブランドである。
スローガンは、「みんなに乗ってもらいたいから、レンタカーを変えていきます。」である。
2019年（平成31年）3月に創業50周年を迎える。

## 概要

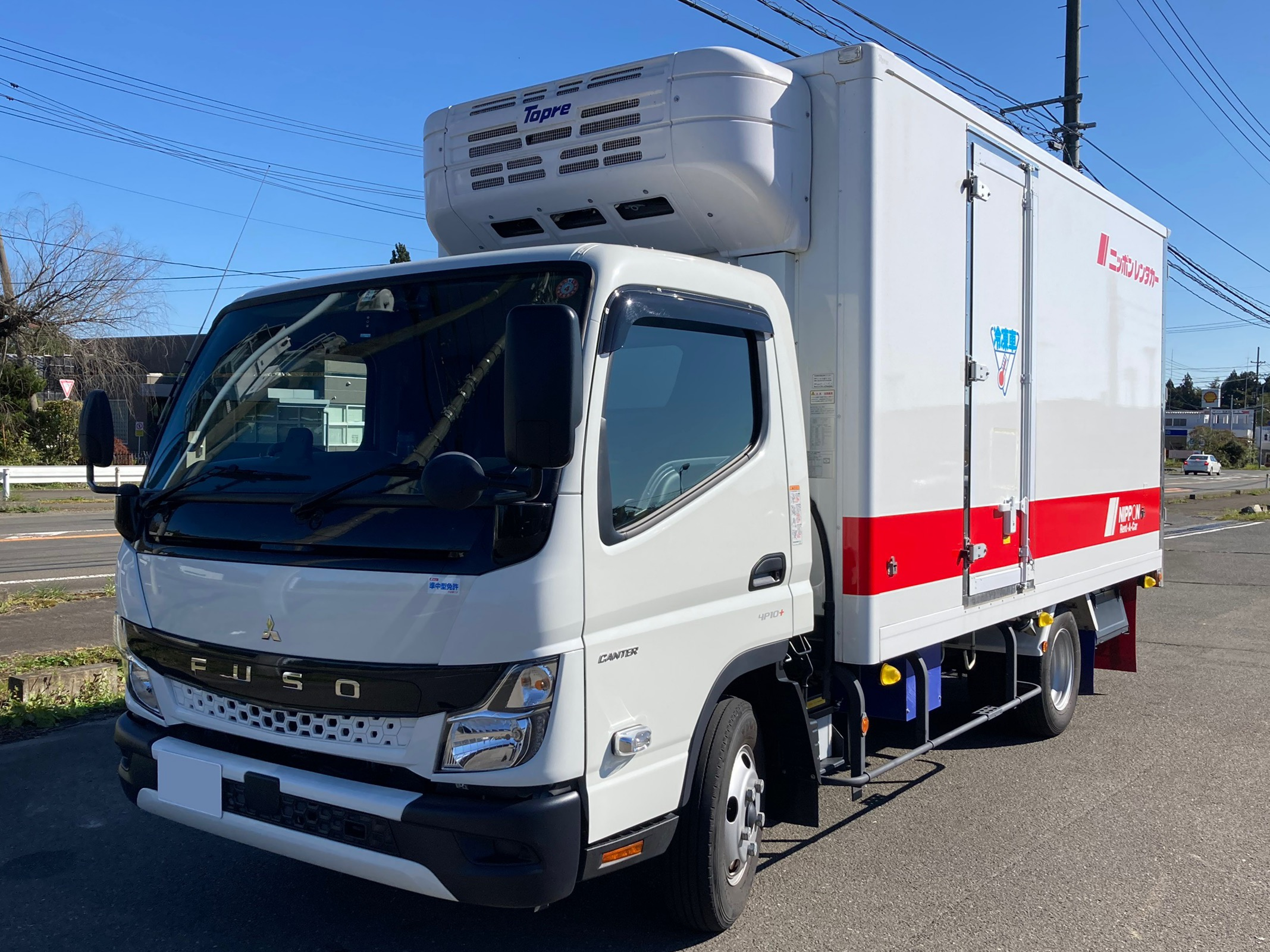
ニッポンレンタカーで貸し出されるトラックの一例(冷凍車仕様)

保有車両数は国内約33400台・営業拠点は国内約912箇所。グアム・ハワイの空港にも拠点を置いて日本人観光客向けにサービスを行っている。
1999年（平成11年）頃から都市部営業所の24時間営業化を進め、業界に先がけて乗用車のカーナビ標準装備の推進、インターネットによって1時間前まで予約できるオンデマンド予約の導入を行っている。ただし、カーシェアリングの台頭や『働き方改革』の一環で2018年12月で全営業所で24時間営業を終了している。
1990年代までは店舗数・保有台数で業界首位であったが、業容を拡大したトヨタレンタリース、オリックスレンタカーに次いで業界3位である。
ニッポンレンタカーサービスはアメリカの同業者・ナショナルレンタカーの日本総代理店であり、電話予約センターで同社の予約を受け付けている。
1988年まではハーツレンタカーと提携しており、ニッポンレンタカーの店舗にHertzのロゴが掲げられていた。
テレビCMの展開を継続的に行っており、実写ではレンタカーとしてわナンバーのホンダ車が登場することが多い。
近年のイメージキャラクターとして2003年（平成15年）10月から2007年（平成19年）3月までクレヨンしんちゃんの野原一家を、2009年（平成21年）4月から2014年（平成26年）3月まで皆藤愛子を起用。
2014年（平成26年）4月から2021年（令和3年）3月まで鈴木ちなみを起用。2021年（令和3年）4月から堀田真由を起用している。1980年代には山田由紀子が起用されていた。
チーム・マイナス6%運動・エコファーストに参加している。2009年（平成21年）9月19日から神奈川県の「EVシェアリング事業」の一環として電気自動車・プラグインステラの取り扱いを開始した。
冷凍車などの特殊車両は取り扱いがない地域もあるので確認が必要である。

## 沿革
- 1969年 ‐ ニッポンレンタカーサービスが設立され、フランチャイジーにより事業開始。
- 2018年 ‐ カーシェアリングを開始する。
- 2018年12月10日をもって全営業所で、24時間営業を終了する[1]。

## 運営形態
ニッポンレンタカーサービス株式会社（以下NRS）を統括本部として、
実際の車両貸渡業務は直系のニッポンレンタカーアーバンネット（東京・東都、神奈川）とNRSがフランチャイジー企業を完全子会社化した運営会社によって行われている（NRS自体では車両貸渡業務は行なっていない）。
特定の大都市以外の地域は｢ニッポンレンタカー北海道｣｢ニッポンレンタカー沖縄｣など地域名を用いる場合が多い。
車両に関しては各運営会社ごとの保有である。乗り捨て等で他の地域に行った車両は、原則として従業員や回送業者によって出発元の店舗まで引き取りを行なっている。
なお、ニッポンレンタカー四国は親会社の琴平参宮電鉄が2009年（平成21年）に経営破綻し（2013年（平成25年）8月特別清算終結）、同社のバス事業を引き継いだ琴参バスやその親会社の大川自動車がニッポンレンタカー四国の株式を引き継がなかったため、フランチャイズ制の廃止を待たずにNRSの完全子会社となった。
かつて存在したフランチャイジーには、東武鉄道、名古屋鉄道、阪急電鉄、南海電気鉄道、近畿日本鉄道といった鉄道会社・バス会社資本などによる運営会社が存在していた(そのため、旧フランチャイジー企業が運営する営業所は、沿線の駅敷地内や貨物ヤード跡地、高架下などに営業所が設置されている場合もある)。各フランチャイジーの社名は｢ニッポンレンタカー東武｣｢ニッポンレンタカー阪急｣など大都市圏では出資元の私鉄名がつくことが多かった（例外は「近畿ニッポンレンタカー」で、近畿日本鉄道の「近畿」とニッポンレンタカーを、「近畿日本」と掛けた社名にしていた）。
また店舗名に｢東武○○営業所｣など会社名を冠する場合もあったが、営業所そのものは駅レンタカー形態ではない。近畿圏は設立母体の違いから複数のフランチャイジー会社の店舗が同じ地域に混在していた。
運営会社各社とNRSの関係は基本的にはフランチャイズ方式で、NRSはフランチャイザー、各運営会社はフランチャイジーであった。一方で、フランチャイジーの親会社である私鉄・バス会社はNRSの出資元であるという特殊な相互関係であった。

## 会員制度
NO.1CLUBという独自のメンバーカード制度がある。
- 個人会員のスーパーレッドメンバー（SRM）カード

法人会員は3種類
- ABMカード（地域限定/現金精算）
- ACMカード（地域限定/後日請求）
- NBMカード（全国共通/後日請求・一部現金精算やチケットタイプもある）

また、NBMカードはの場合は全国営業所で法人専用の特別料金が適用される他、業界最先端の各種サービス（ファストパス・Web情報提供・e-コミット）を利用することができる。

## ポイントサービス・マイレージプログラム
個人会員のSRMは、レンタ・マイレージ制度があり、一定ポイントを貯めると割引クーポンを都度、郵送してくるポイントサービスがある。
ただし、事故返却となった場合は積算マイルが無効となり、次回はふりだしの0マイルから積算となる。これは無事故での返却を促す施策でもある。
ANAマイレージクラブ（通常100円=1マイル積算、全種メンバーカード併用可）か、TSUTAYAティーポイント（ABM、ACM、NBMとの併用不可）をSRMのレンタ・マイレージと併せて積算する事ができる。
ANAとの提携によって2003年（平成15年）以降、国内空港周辺とアーバンネットと中心とした営業所から順次楽天Edy（当時：Edy）を導入し、現在は全営業所で利用可能である。
※ なお、北海道函館市を拠点とする「株式会社日本レンタカー」、岡山県岡山市に本社を置く「有限会社日本レンタカー」岡山とは読み方が違ううえ、資本・人材を含め一切無関係（いずれも「にほん」レンタカーと読む）。

## ワンウェイ・レンタル

### 現行制度
2020年8月4日出発分より、北海道・四国・沖縄地区を除き距離制料金に移行した。
- 本州・九州並びに本州～九州相互間、北海道〜本州・四国・九州相互間並びに四国～北海道・本州・九州相互間は原則として営業所間の距離が20km以上の場合、10kmごとに普通車800円・大型車1000円のワンウェイ料金がかかる。
- 北海道は11分割のエリア内、四国は各県内の乗り捨ての場合は無料、それ以外は三角表によって料金を計算する。沖縄本島内は無料。
- 静岡県は、富士市・静岡市・掛川市・浜松市内の営業所間に限り3300円を上限とした特別料金を適用する。
- 中部国際空港～名古屋市内並びに広島空港～広島市内は、均一料金を適用する。
- 利用開始後に乗り捨て営業所を変更する場合は、出発営業所の承諾を得た上で変更可能であるが、その際は無料エリアであっても変更手数料が発生する。
- 北海道〜本州・四国・九州相互間並びに四国～北海道・本州・九州相互間のワンウェイ・レンタル料金は、フェリーや有料橋の通行料が加算される。
- 沖縄県〜北海道・本州・四国・九州相互間、佐渡島〜北海道・本州・四国・九州相互間などの様に、離島営業所へのワンウェイ・レンタルは利用できない。
- 全国一律で、マイクロバス・3t以上のトラック・特装車・キャンピングカーはワンウェイ・レンタルを利用できない。
- 一部営業所ではワンウェイ・レンタルを利用できない場合がある。

### 旧制度
同一都道府県内の指定エリア内のみの利用や指定エリアを設定していない宮城県・山梨県・富山県・福井県・岐阜県・奈良県・岡山県・徳島県・香川県・佐賀県・長崎県・熊本県・大分県・宮崎県・鹿児島県・沖縄県の各県内のみでの利用であれば無料であるが、事前予約が必要。ただし、以下のような例外がある。
- 北海道・青森県・岩手県・秋田県・山形県・福島県・茨城県・栃木県・群馬県・埼玉県・千葉県・東京都・神奈川県・新潟県・長野県・静岡県・愛知県・三重県・石川県・滋賀県・大阪府・京都府・和歌山県・兵庫県・鳥取県・島根県・広島県・山口県・愛媛県・高知県・福岡県の同一都道府県内の利用において、指定する一部エリアをまたがって乗り捨てを行う場合はワンウェイ・レンタル料金が必要となる。
- 他の都道府県をまたがって乗り捨てを行う場合はワンウェイ・レンタル料金が必要となるが、特例で福岡県福岡市・春日市・大牟田市・久留米市〜佐賀県鳥栖市相互間で乗り捨てを行う場合は無料となる。

## 本部
- ニッポンレンタカーサービス

## 店舗運営会社
（順不同）

### NRS完全子会社
- ニッポンレンタカーアーバンネット株式会社

2018年6月18日より、24時間営業を終了
- 東京ディビジョン（東京西部）
- 東都ディビジョン（東京東部）
- 神奈川ディビジョン

- ニッポンレンタカー北関東株式会社

もとはニッポンレンタカーアーバンネット埼玉ディビジョンであったが、2010年（平成22年）10月より現社として分離独立。
- ニッポンレンタカー関西株式会社

もとはニッポンレンタカーアーバンネット京都ディビジョンであったが、2010年（平成22年）10月より現社として分離独立。
- ニッポンレンタカー東関東株式会社
- 株式会社ニッポンレンタカー信州
- 株式会社ニッポンレンタカー東海
- 株式会社ニッポンレンタカー福井
- ニッポンレンタカー四国株式会社

前述のとおり、もとは琴参系の会社だった。

### 2018年1月よりNRS完全子会社（元フランチャイジー各社）
- ニッポンレンタカー北海道株式会社 - 東急グループ（じょうてつとの合弁）
- ニッポンレンタカー東北株式会社
- ニッポンレンタカー新潟株式会社
- ニッポンレンタカー山交株式会社 - 国際興業グループ（山梨交通との合弁）
- ニッポンレンタカー中部株式会社 - 名鉄グループ（名古屋鉄道との合弁）
- ニッポンレンタカー北大阪株式会社 - 阪急阪神東宝グループ（2017年4月1日に「ニッポンレンタカー阪急」より商号変更）
- ニッポンレンタカー中国株式会社
- ニッポンレンタカー九州株式会社
- ニッポンレンタカー琉球株式会社 - 株式会社白石（那覇市）子会社であった「ニッポンレンタカー沖縄」から事業引継ぎ
- NR HAWAII,INC．

- ニッポンレンタカーハワイ
- ニッポンレンタカーグアム

### 吸収消滅
- ニッポンレンタカー東武株式会社 - 東武グループ（東武鉄道との合弁）→2014年11月30日をもってニッポンレンタカーアーバンネット東京ディビジョン、東都ディビジョンに吸収された。
- ニッポンレンタカー西東京株式会社 - もとは伊豆急行系の会社であったが、2010年（平成22年）にニッポンレンタカー東急から事業譲受し、営業地盤を移転した。
- ニッポンレンタカー南海株式会社 - 南海グループ

### 過去の提携先
- 近畿ニッポンレンタカー株式会社 - 近鉄グループ。2017年12月21日にオリックスレンタカーとの提携に切り替え、近鉄レンタリース株式会社に商号変更[2]。